# Cousin Bette
Cousin Bette (no Brasil: A Vingança de Bette) é um filme dirigido por Desmond Mac Anuff e lançado em 1998. Ele é inspirado no romance La Cousine Bette de Honoré de Balzac. É estrelado por Jessica Lange, Geraldine Chaplin, John Benfield e Toby Stephens.

## Sinopse
Paris, 1846. A solteirona Bette Fischer é uma garota pobre e feia que se refugia na sombra da prima Adeline Hulot. Termina ficando com a responsabilidade de tomar conta da família, que são seu irmão Victorin e sua sobrinha Hortense e o devasso patriarca Barão Hector Steinbock. Quando o amor de Bette, o escultor Wenceslas Steinbach se apaixona por Hortense, e Bette se encontra sozinha. Bette quer toda a terra e ela decide se vingar. Ela conspira com a ajuda de Jenny Cadine, uma cortesã, atriz e prostituta.